# Rossem
Rossem egy kitalált bolygó az Alapítvány-Birodalom-Robot regényciklusban.
Lakói fejletlenek, többségük prémkereskedelemből és mezőgazdaságból él. Rossemet a hideg éghajlat jellemzi, ezért csak az egyenlítő környékén lakott.
A Galaktikus birodalom napjaiban a politikai foglyok bűnhődtek itt, majd a Birodalom felbomlása után Tazenda leigázta és adót vetett ki rá, amit a bolygó fejletlenségére való tekintettel élelmiszerben szedett be. 
Az Öszvér a Második Alapítvány keresése közben két emberét: Bail Channist és Han Pritchert küldte ide, hogy Tazenda felől érdeklődjenek, mert tévesen azt hitte róla, hogy ez a Második Alapítvány. Így a Második Alapítvány első szólója kihasználta a tévedését és legyőzte őt. Később kiderül, hogy az egészet a Második Alapítvány rendezte el.